# Яцык, Галина Викторовна
Гали́на Ви́кторовна Я́цык (урожд. Антоне́нко; род. 3 мая 1939, Москва) — российский учёный, заслуженный деятель науки РФ, доктор медицинских наук, профессор. Возглавила самостоятельное научное направление — неонатальную гастроэнтерологию. В 1987—2013 годы руководила отделением для недоношенных детей НИИ педиатрии Научного центра здоровья детей РАМН.

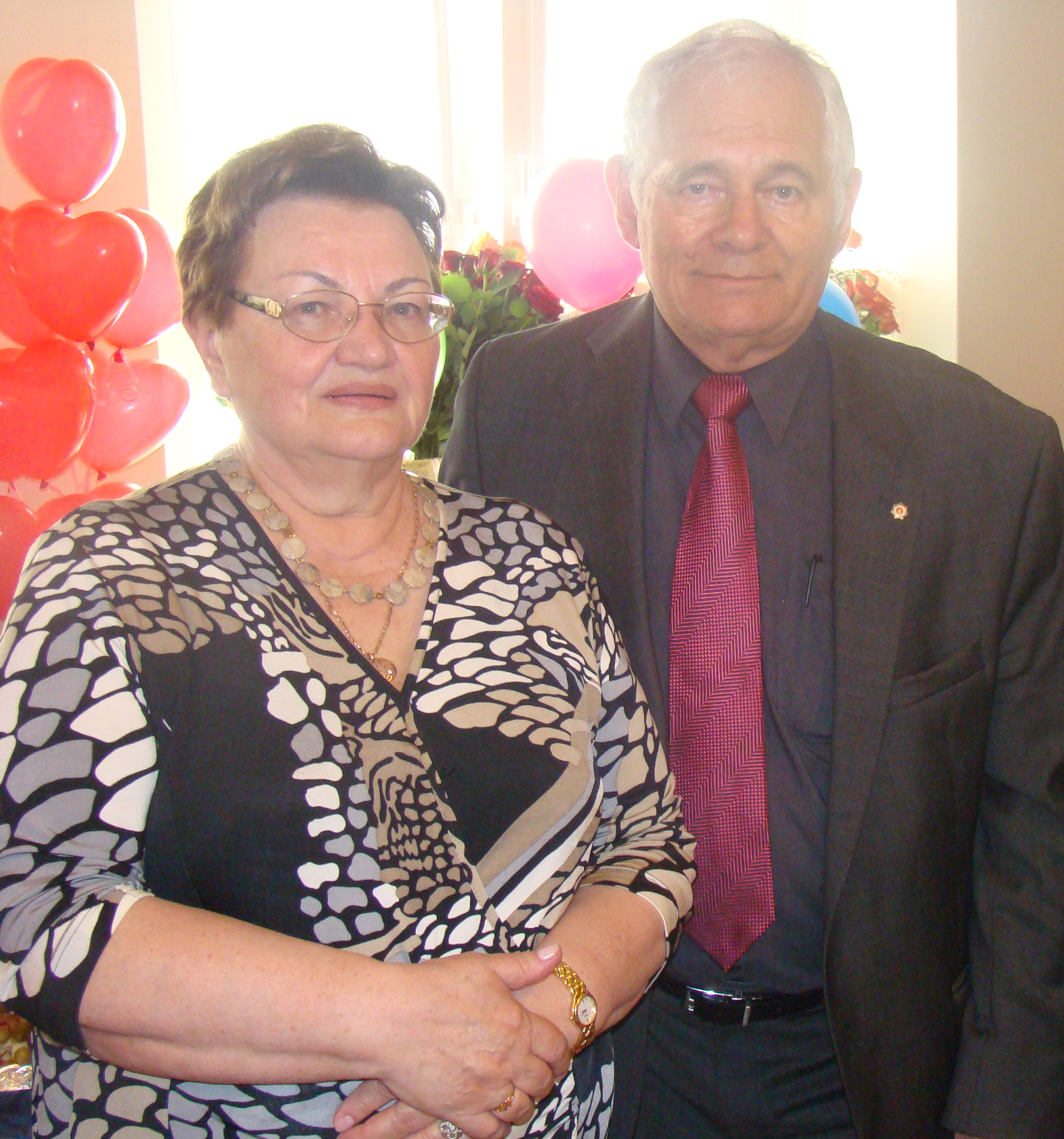
Галина Викторовна на своем юбилее с коллегой и другом Л. М. Рошалем

## Биография
В 1964 году с отличием окончила 2-й Московский медицинский институт по специальности «педиатрия», в 1966 — ординатуру НИИ педиатрии АМН СССР, в 1969 — аспирантуру НИИ педиатрии АМН СССР.
С 1969 года работает в НИИ педиатрии: младшим, старшим научным сотрудником (1975—1983) клиники для недоношенных детей, заведующей отделением для недоношенных детей (1987—2013), консультантом отделения восстановительного лечения для детей раннего возраста с последствиями перинатальной патологии.

### Семья
Отец — Виктор Тимофеевич Антоненко (1913—1977), мать — Тамара Ивановна Антоненко (1912—2000).
Муж (с 1965) — Павел Константинович Яцык, хирург. Дети:
- Александр (р. 4.9.1966);
- Сергей (р. 27.10.1972) — заведующий отделением репродуктивного здоровья НЦЗД РАМН.

## Научная деятельность
В 1969 году защитила кандидатскую, в 1980 — докторскую диссертацию.
Основные направления исследований:
- особенности пищеварительной системы в онтогенезе;
- неонатальная хронобиология.

Достижения:
- разработала новые критерии в диете и схемы питания незрелых и недоношенных детей;
- разработала и внедрила схему профилактики и лечения дисбактериоза у недоношенных детей, принципы лечения язвенно-некротического энтероколита;
- обосновала биологические основы рационального вскармливания детей, родившихся преждевременно, которые были положены в основу режимов и видов питания незрелых детей.

Персональный член Мирового сообщества перинатологов, председатель межведомственной проблемной комиссии «Физиология и патология новорожденных детей», действительный член РАЕН. Член Союза педиатров России, Российской ассоциации специалистов перинатальной медицины, учёного и диссертационного советов НЦЗД РАМН, специализированного учёного совета по педиатрии, член межведомственной комиссии по питанию. Член редакционной коллегии журналов «Российский педиатрический журнал», «Современные вопросы педиатрии», «Детская диетология», «Педиатрическая фармакология». Член попечительского совета Всероссийской премии в области перинатальной медицины «Первые лица». Почётный член Московского общества детских врачей.
Принимала участие в международных симпозиумах, съездах и конференциях.
Подготовила 17 докторов и 59 кандидатов наук. Автор более 400 научных публикаций, а также изобретений.

### Избранные труды
- Акоев Ю. С. и др. Руководство по неонатологии / Под ред. Г. В. Яцык. — М. : МИА, 1998. — 397 с. — 10 000 экз. — ISBN 5-89481-012-4
  -  — М. : Гардарики, 2004. — 334 с. — 500 экз. — ISBN 5-8297-0169-3
- Алгоритмы диагностики, лечения и реабилитации перинатальной патологии маловесных детей / Под ред. проф. Г. В. Яцык. — М. : Педагогика-Пресс, 2002. — 92+3 с. — 1000 экз. — ISBN 5-7155-0786-3
- Диагностика и комплексная реабилитация перинатальной патологии новорожденных : [клин. реком. для педиатров] / Союз педиатров России, Науч. центр здоровья детей РАМН; [Акоев Ю. С. проф. и др.] под ред. Г. В. Яцык. — М.: ПедиатрЪ, 2012. — 155 с. — 1500 экз. — ISBN 978-5-904753-39-9
- Клиника, диагностика и лечение сепсиса новорожденных и детей грудного возраста : (Метод. рекомендации) / М-во здравоохранения СССР; [Разраб. проф. Яцык Г. В. и др.]. — М. : Б. и., 1987 (вып. дан. 1988). — 25 с.
- Лазуренко С. Б., Стребелева Е. А., Яцык Г. В. и др. Диагностика психической активности младенцев : метод. пособие. — М.: ИНФРА-М, 2017. — 69 с. — 1000 экз. — ISBN 978-5-16-013381-2
- Торубарова Н. А., Кошель И. В., Яцык Г. В. Кроветворение плода и новорожденного. — М. : Медицина, 1993. — 206+1 с. — 3000 экз. — ISBN 5-225-00736-8
- Яцык Г. В. Недоношенные дети : (История, современность, будущее) : Актовая речь / НИИ педиатрии АМН СССР. — М. : Б. и., 1989. — 19 с. — 420 экз.
- Яцык Г. В. Обмен калия и натрия у недоношенных детей первых трех месяцев жизни : Автореф. дис. … канд. мед. наук : (758) / АМН СССР. Ин-т педиатрии. — М., 1969. — 21 с.
- Яцык Г. В. Особенности пищеварительной системы у недоношенных детей : Автореф. дис. … д-ра мед. наук : (14.00.09). — М., 1980. — 32 с.
- Яцык Г. В., Акоев Ю. С., Антонова Е. В. и др. Принципы этапного выхаживания недоношенных детей / под ред. Л. С. Намазовой-Барановой. — М.: ПедиатрЪ, 2013. — 238 с. — 1000 экз. — ISBN 978-5-906332-04-2
- Яцык Г. В., Захарова Н. И. Диареи новорожденных. — М. : Медицина, 1997. — 142+1 с. — 10 000 экз. — ISBN 5-255-02784-9
- Яцык Г. В., Одинаева Н. Д., Бомбардтрова Е. П. и др. Практическое руководство по неонатологии / под ред. Г. В. Яцык. — М.: Мед. информ. агентство, 2008. — 337+1 с. — 3000 экз. — ISBN 5-89481-621-1

## Награды
- Заслуженный деятель науки РФ (15.6.1999)[2][9]
- золотая медаль «За заслуги перед отечественным здравоохранением»[2].